# 科爾尼奇 (桑博爾區)
49°38′14″N 23°13′48″E / 49.63722°N 23.23000°E
科爾尼奇（烏克蘭語：Корничі），是烏克蘭西部的村莊，隸屬利維夫州的桑比爾區。該村始建於1641年，面積6.1平方公里，海拔高度274米，2001年人口433，人口密度每平方公里70.96人。